# Die Ärzte
Die Ärzte ([diː ˈɛʁtstə], tysk for "Lægerne") er et punkband fra Berlin. Det og Düsseldorf-bandet Die Toten Hosen er blandt de bedst kendte tyske punkrockbands. De har udgivet tyve album. Bandet består af guitarist Farin Urlaub, trommeslager Bela B. og bassist Rodrigo González. Alle tre skriver og synger.

## Ekstern henvisning
- Wikimedia Commons har flere filer relateret til Die Ärzte

| Musikgruppe | Spire Denne artikel om en tysk musikgruppe er en spire som bør udbygges. Du er velkommen til at hjælpe Wikipedia ved at udvide den. |